# Chalkidische Vasenmalerei

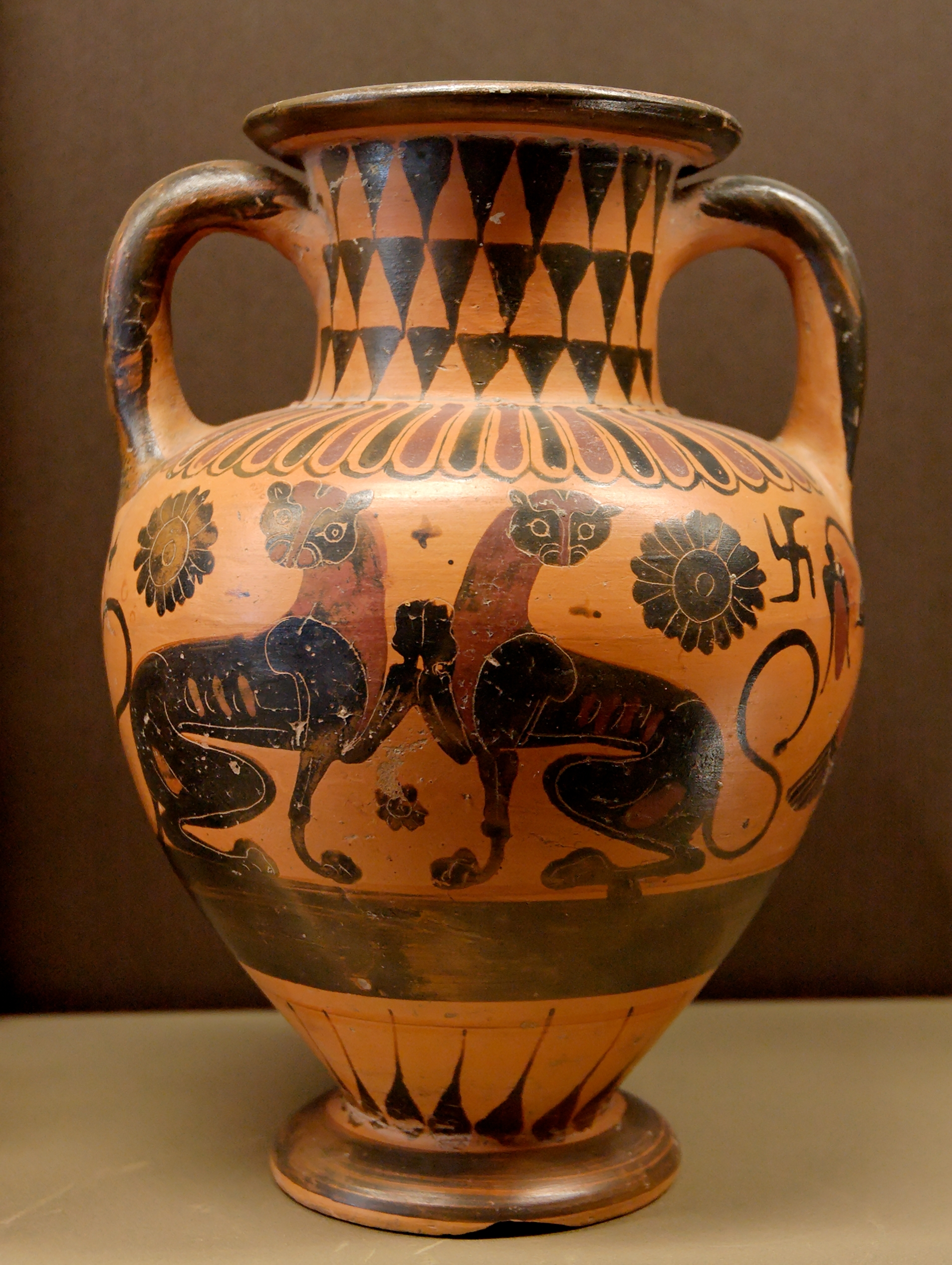
Tier auf der Rückseite einer Halsamphora der Gruppe der Leipziger Amphora, um 560/40 v. Chr.

Die Chalkidische Vasenmalerei ist eine bedeutende Gattung der schwarzfigurigen griechischen Vasenmalerei.
Die Chalkidische Vasenmalerei wurde nach mythologischen Inschriften benannt, die manchmal in chalkidischer Schrift aufgebracht waren. Andreas Rumpf, Adolf Kirchhoff, der die Bezeichnung prägte, und andere Archäologen vermuteten die Herkunft der Keramik auf Euböa. Mittlerweile geht man davon aus, dass die Keramik in Rhegion, vielleicht auch in Caere, hergestellt wurde. Jedoch ist die Frage bis heute nicht abschließend geklärt. Gegen die Lokalisierung in Unteritalien spricht, dass auf manchen Vasen Handelsmarken waren, die sonst nicht in dieser Region Großgriechenlands verwendet wurden. Das chalkidische Alphabet wurde neben Chalkis auch in anderen Orten Euböas und in Etrurien verwendet. Gegen eine Produktion in Etrurien spricht, dass etruskische Keramik im Allgemeinen nicht nach Süditalien exportiert wurde. Der Malstil zeigt keine euböischen Züge, kann demnach wohl auch nicht von dort stammen. Beeinflusst wurde die Chalkidische Vasenmalerei von der attischen, korinthischen und vor allem der ionischen Vasenmalerei. Gefunden wurden die Vasen vor allem in italienischen Orten wie Caere, Vulci und Rhegion, aber auch in Empúries, İzmir, Marseille und Skyros. Östlich der Adria wurde bislang nur ein Fragment in Smyrna gefunden. Auf die Chalkidische Vasenmalerei folgt die Pseudo-Chalkidische Vasenmalerei.

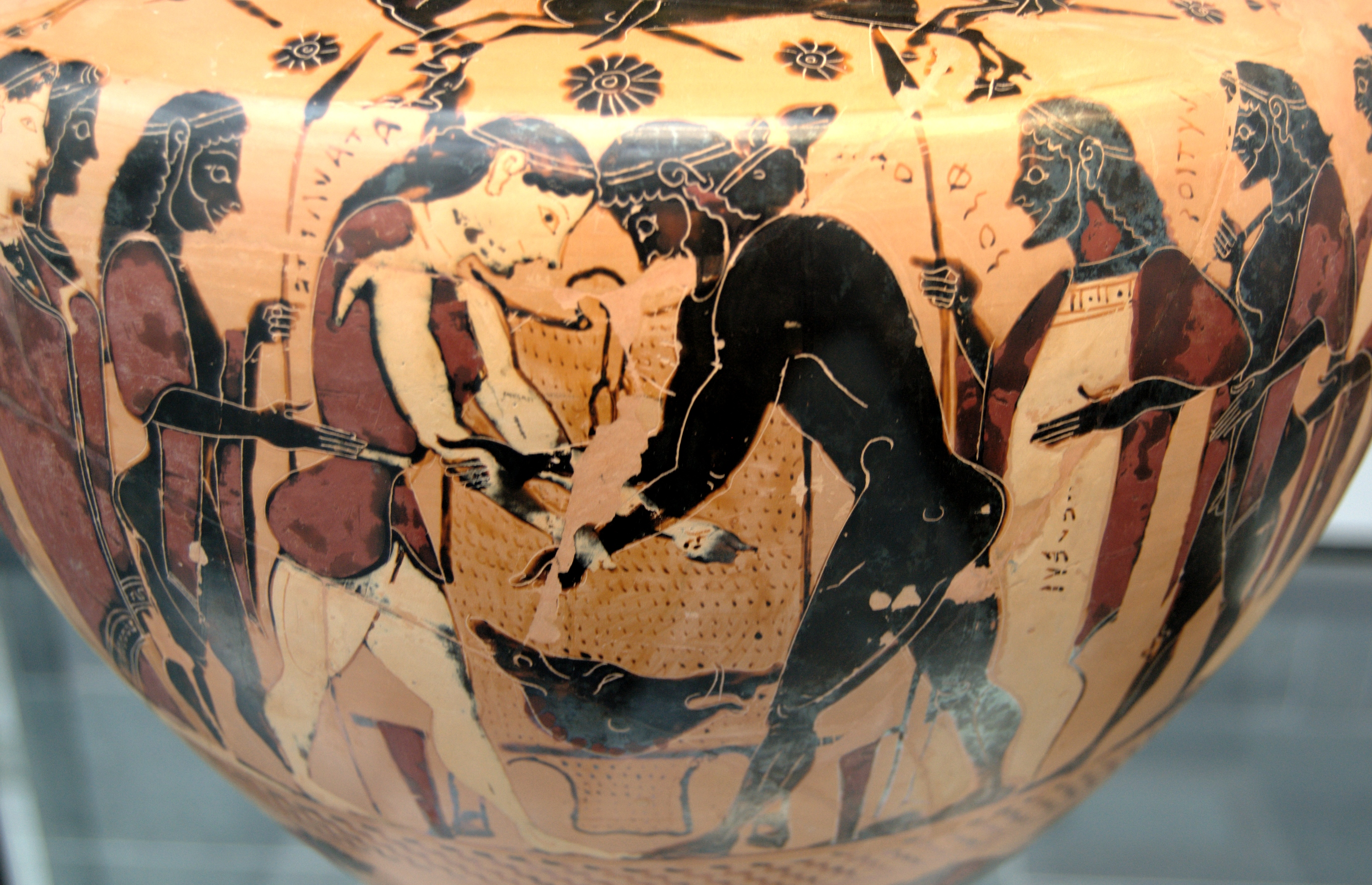
Ringkampf von Peleus und Atalante bei den Leichenspielen für König Pelias; Hydria des Inschriften-Malers, um 550 v. Chr.

Die Produktion der Chalkidischen Vasen setzt unvermittelt um 560 v. Chr. ein. Vorläufer konnten bislang nicht ausgemacht werden. Nach 50 Jahren, gegen 510 v. Chr., endete die Produktion schon wieder. Es sind heute etwa 600 erhaltene Vasen bekannt, 15 Maler oder Malergruppen wurden bislang erkannt. Kennzeichnend für die Vasen ist eine ausgezeichnete Qualität der Töpferarbeiten. Der Glanzton, mit dem sie überzogen wurden, ist im Allgemeinen nach dem Brand tiefschwarz. Der Ton hat einen orangen Farbton. Bei der Bemalung werden rote und weiße Deckfarben großzügig verwendet, ebenso Ritzungen zur Binnenzeichnung. Leitform ist die Halsamphora, die ein Viertel aller bekannten Vasen ausmacht, hinzu kommen Augenschalen, Oinochoen und Hydrien, seltener sind Kratere, Skyphoi und Pyxiden. Lekaniden und Tassen nach etruskischem Vorbild sind Ausnahmen. In der Konstruktion wirken die Vasen straff und streng. Kennzeichnend ist der sogenannte „chalkidische Schalenfuß“. Er wird manchmal bei schwarzfigurigen Vasen in Attika, seltener bei rotfigurigen Vasen nachgeahmt (Chalkidisierende Schale).

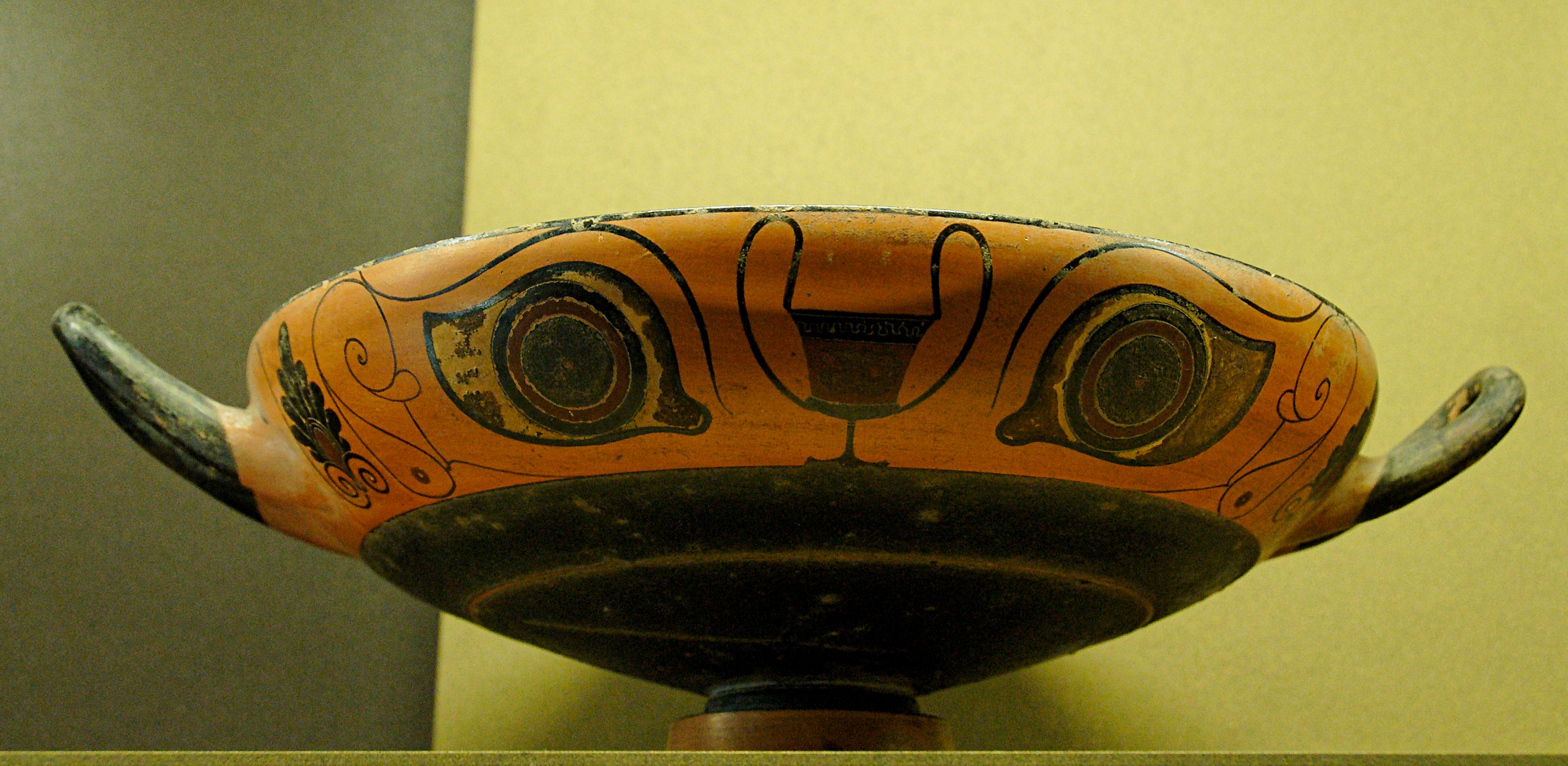
Augenschale der Gruppe der Phineus-Schale, um 530 v. Chr.

Bedeutendster Vertreter unter den erkannten Künstlern ist in der älteren Generation der Inschriften-Maler, unter den jüngeren Vertretern der Phineus-Maler. Der Erste ist vermutlich der Erfinder des Stils, der sehr produktiven Werkstatt des Letzteren werden allein etwa 170 der bekannten Vasen zugeschrieben. Er ist wahrscheinlich auch der letzte Vertreter des Stils. Die Bilder wirken meist eher dekorativ als narrativ. Gezeigt werden Reiter, Tierfriese, heraldische Bilder oder Menschengruppen. Häufig gehört ein großes Lotus-Palmetten-Kreuz zum Bild. Nur selten werden Mythenbilder gezeigt, die dann jedoch im Allgemeinen von besonders herausragender Qualität sind. Bekannt sind 30 mythologische Sujets. Hier werden allein die Hälfte dem Inschriften-Maler zugewiesen. Gezeigt werden die Sagen um Herakles, Bilder aus dem Trojanischen Krieg oder der Argonautensage. Bilder mit Göttergeschichten sind selten, bekannt ist nur die zweimalige Darstellung der Rückführung des Hephaistos auf den Olymp. Häufiger werden Nymphen, Selene oder die laufende Gorgo dargestellt. Die Figuren wirken sehr elastisch und lebhaft. Knospenketten und Rosetten sind die häufigsten Ornamente.